# Asclepias fournieri
Asclepias fournieri är en oleanderväxtart som beskrevs av R. E. Woodson. Asclepias fournieri ingår i släktet sidenörter, och familjen oleanderväxter. Inga underarter finns listade i Catalogue of Life.